# Декамерон. 10 українських прозаїків останніх десяти років
«Декамерон» — антологія сучасної української прози (2010), до якої увійшли нові оповідання десяти популярних вітчизняних письменників: Софія Андрухович, Любко Дереш, Анатолій Дністровий, Сергій Жадан, Ірена Карпа, Світлана Пиркало, Світлана Поваляєва, Тарас Прохасько, Наталка Сняданко, Сашко Ушкалов.

## Опис антології
Навесні 2010 року у всіх книгарнях країни з'явилась у продажу унікальна збірка — «Декамерон. 10 українських прозаїків останніх десяти років». Грецьке слово «δέκα», що перекладається як «десять», дивовижним чином об'єднало ДЕСЯТЬ вишуканих історій від ДЕСЯТИ найпопулярніших авторів, ДЕСЯТИ перших років нового тисячоліття.
Саме ДЕСЯТЬ років виповнилося навесні 2010 року харківському видавництву «Клуб Сімейного Дозвілля». До цієї ювілейної дати було підготовлено творчий подарунок усім шанувальникам сучасної української прози. Зібравши під прапорами літературної збірної України десять найвідоміших авторів останнього десятиліття, найбільше видавництво країни випускає унікальний проєкт серії «Зірки української прози» — збірку «Декамерон. 10 українських прозаїків останніх десяти років». Антологія, що не має аналогів в Україні, об'єднала: Софію Андрухович, Любко Дереша, Анатолія Дністрового, Сергія Жадана, Ірену Карпу, Світлану Пиркало, Тараса Прохаська, Світлану Поваляєву, Наталку Сняданко та Сашка Ушкалова.
Справжні ТОП-10 сучасних українських авторів, привертають до себе увагу і поодинці, але зібравшись разом у збірці «Декамерон. 10 українських прозаїків останніх десяти років», створили неперевершену суміш витонченої, інтелектуальної, вишуканої сучасної літератури. Десять несподіваних історій — тримають читача у напрузі від першого до останнього слова, даючи змогу фантазувати, затамувавши подих, чекати несподіваної розв'язки бурхливих подій.
Справжній метр української літератури Юрій Андрухович, дізнавшись про склад авторів збірки «Декамерон», стверджує: «Саме так могла б виглядати сучасна збірна України з літератури, основний склад. Одинадцяте місце (граючого тренера) я охоче залишив би для себе — заради приємності бути десь поряд». Музикант, художник і літератор Юрко Іздрик, в свою чергу, відмічає: „Ця добірка свідчить, що українська белетристика — себто belles lettres, себто «красне письменство» — не лише виросла й міцно стоїть на ногах, а й найкращими своїми зразками поповнює корпус справжньої літератури“. Письменник, журналіст, сценарист Андрій Курков емоційно зазначає: «Україна — країна драйвова, динамічна і еротична. Це талановито стверджують молоді авторки і автори цієї збірки».
На підтримку цього проєкту було проведено авторський тур по містах України (Харків, Київ, Львів, Дніпропетровськ та Запоріжжя), у рамках якого, відбулося загалом 17 презентацій збірки, які відвідали близько 1 500 чоловік.

## Зміст
Твори, що увійшли до антології:

1. «Death is sexy» Софія Андрухович.

2. «Клуб молодих вдів» Любко Дереш.

3. «Біла дічинка» Анатолій Дністровий.

4. «Вона знає всі шлягери цього року» Сергій Жадан.

5. «Цукерки, фрукти і ковбаси» Ірена Карпа.

6. «Життя. Цілувати» Світлана Пиркало.

7. «Атракціон» Світлана Поваляєва.

8. «Есеї» Тарас Прохасько.

9. «Dead-line емоцій» Наталка Сняданко.

10. «Панда» Сашко Ушкалов.

післямова «Пальці двох рук» Сергій Жадан.